# Puntate di Albero Azzurro (terzo ciclo)
Le puntate appartenenti al terzo ciclo de L'albero azzurro sono state trasmesse su Rai 1 e su Rai 2 dall'aprile 2001 al gennaio 2008.
Augusta Gori e Carlo Rossi, conduttori delle puntate del ciclo precedente, vengono sostituiti da Barbara Eforo. 
Oltre a Barbara vi sono anche la Giocattolaia (Laura Righi), Nemo (Andrea Beltramo), Faber (Sebastiano Di Bella), Gigilla (Antonella Giuffrida e successivamente Alessia Donadio) e Fischietto (Diego Casalis); arrivano nuovi pupazzi ad affiancare quelli già esistenti: il marmottino Pispolo (doppiato da Anna Lana), il gallo Sghembo e la talpa Otto (doppiati entrambi da Manuela Tamietti). 
La regia passa a Pierluigi Pantini.
Nel 2004 c'è un nuovo cambio della voce di Dodò: Felice Invernici viene infatti sostituito da Stefano Brusa.
Le musiche in questa edizione sono suonate dal vivo e pervadono la trasmissione quasi in ogni momento.
Inoltre, in questa edizione, viene meno il tradizionale binomio attore-personaggio, in quanto un singolo attore interpreta diversi personaggi a seconda della vicenda raccontata nella puntata e non sono più presenti fiabe famose accompagnate da disegni illustratori.

## 2001
1. Ciao, io sono Barbara
2. La casa che avrò
3. Come la luna e la sua stella
4. Un giorno di fuoco
5. Vita da dinosauro
6. Nella grotta misteriosa
7. In città ce l’hanno tutti
8. Latte da cuccioli
9. Se ci fosse Robin Hood
10. Sogni d’oro
11. Pinguini al polo
12. Si va in città
13. Malati e coccolati
14. Il giorno del delfino
15. Zorba la vespa
16. Rodicchio il topo
17. Tutti a quattr’occhi
18. Tra le nuvole di zucchero
19. Arrivano i pirati
20. Solo un seme
21. Pelle da camaleonte
22. Venite venite uccelli
23. Il mostro del mare
24. Isolati isolani
25. Fretta di crescere
26. Lontano oltre il bosco
27. Peli capelli e spinette
28. In viaggio con Ulisse
29. Tutti in vettura
30. La maglietta con la scritta
31. Naso di talpa
32. In un chicco di riso
33. Piedi di scimmia
34. Dove scorre il fiume
35. Caro vecchio Boris
36. Disordinati
37. Chi va piano
38. Frutta e verdura
39. L’albero dei cioccolatini
40. Brutto come un ragno
41. Lavorare da grandi si deve
42. Quando fa freddo
43. Il pesciolino rosso
44. L’extraterrestre
45. È stato lui
46. La musica per me
47. Col caldo che fa
48. Sul confine

## 2002
1. Ma proprio a casa mia
2. Nel verde del bosco
3. Vampiro dal nero mantello
4. Un letto per dormire
5. A casa di Barbara
6. Dentro la fotografia
7. Al di là del mare
8. Fermo fermo terremoto
9. Aria!
10. Uno solo non basta
11. Camminando sulla terra
12. Fiori e colori
13. La guerra vera
14. Silenzio!
15. La gente del mare
16. I giganti silenziosi
17. Isola balena
18. Un gioco nuovo
19. Nella bocca del mostro
20. Come si fa a fare
21. Due
22. Tracce d’inverno
23. La borsa degli attrezzi
24. Siranò
25. La siccità
26. Cosa hai mangiato?
27. In giro con l’acqua
28. Quando il sole va giù
29. Uomo di latta
30. Vecchio da buttare
31. Il gatto cattivo
32. Non ci siamo capiti
33. Luci nel buio
34. Per fortuna che c’è il vento
35. Quelli furbi
36. Li vedi i galli cedroni?
37. Una strana malattia
38. Lupo di mare
39. Un gioco su due piedi
40. Il corpo
41. I grandi e i piccoli
42. Il dolce delle api
43. Muovi la testa
44. Giallo polenta
45. La missione spaziale
46. Specchio delle verità
47. La musica nel bosco
48. Stelle di montagna
49. Chi l`avrebbe detto
50. Dietro il sipario
51. Un ritratto quasi perfetto
52. Ti voglio bene Empirio
53. E via che si va

## 2003/2004
1. Una casa anche per te
2. I miei amici
3. Sul mare generoso
4. C'è un mostro sottoterra!
5. Tutti i giochi del mondo
6. C'era una storia
7. La miniera di cioccolata
8. Migliaia di anni fa
9. Il vampiro dei piedi
10. Il guardiano dell'orto
11. Re per un giorno
12. Una voce dal polo nord
13. Il tesoro d'egitto
14. Le impronte misteriose
15. La prima ninna nanna
16. Zitti tutti!
17. Zitto otto!
18. L'isola dei giochi
19. Marziani come noi
20. I fiori azzurri
21. La luna, lunilla e lunetto
22. Il tg del polo nord
23. P come pirati
24. Da uno a dieci
25. Il cavaliere di ghiaccio
26. Come acqua nel deserto
27. Nel cielo
28. Un anno in più
29. Litigare non serve
30. Film
31. Nel paese di Coloria
32. Canzone d'amore
33. Ritorno a Coloria
34. C'è vita nello spazio
35. Quelli antipatici
36. Tutti cattivi
37. Più strambi di così
38. Che paura!
39. Ci siamo persi

## 2004/2005
1. Dodin dei boschi
2. Alla scoperta
3. Giusto per me
4. In giro
5. Una notte di paura
6. Fuori dall’acqua
7. Sbagliando s’impara
8. Due pecore nel bosco
9. La lana di Miro e Rino
10. I semi amari
11. L’orecchio del re del mare
12. La macchia nera
13. Nel paese di Uannaballa
14. La canzone della nostalgia
15. La terra di sotto
16. A casa
17. La Casa è una jungla
18. Una casa nel bosco
19. Ma ora sono sveglio?
20. Le scarpette di Puntafina
21. Il giocattolo nuovo
22. Dolce più dolce
23. La brigantessa e il vetro
24. Le prime olimpiadi
25. Il ghiotto Riccardo
26. Buono come il pane
27. Quanto è grande la Cina
28. Le lettere dell’imperatrice
29. Canestro!
30. Reginetta, Reginotto e il legno
31. Super eroi della puzza!
32. Reginotto e l’amore col botto
33. I pirati zozzoni
34. Merenda sull’isola
35. Il circolo del contadino Maffeo
36. Mistero del ladro di semi
37. Nel palazzo delle puzze
38. La piscina del signor Talpazza
39. Un soldino nel porcellino
40. A bocce con le arance

## 2005/2006
1. I vampiri mangia-risate
2. Mago Magotto
3. Pulitissimi cavalieri, all’attacco!
4. Le regole per giocare
5. Le guardie di Re Barbaroth
6. Gli amici del Re Barbaroth
7. Aeiou
8. L’acca muta
9. Le fiabe mescolate
10. Perché Faber fa così?
11. Salviamo il Natale?
12. Nord sud est ovest
13. La furia di Zeus
14. Era e Zeus
15. L’albero delle mele d’oro
16. In automobile
17. La pace per telefono
18. La macchina volante
19. L’ufficio delle cose perse
20. Ordinati ma non troppo
21. Piero e Piera si ribellano
22. Le sorelle Scherzetti
23. Ridi, Fischietto!
24. Disegni
25. Dietro alla tela
26. Al museo con il temporale
27. L’autoritratto del pittore
28. Riciclami!
29. Una rosa nella discarica
30. Un pupazzone per Pispolo
31. La pentola con i soldi
32. Il fantasma mangiasoldi
33. Quasi uguali
34. Pupo Ruggero
35. Il Ruggero rabbioso
36. L’unione batte il leone
37. Orto di Doduzco
38. Arrivano i formicanti
39. L’oro dei conquistadores

## 2006
1. Pik e Zak
2. Un giocattolo nel labirinto
3. La latta di Popok
4. Camaleon Dodò e il pianeta dei fiori blu
5. Camaleon Dodò e la scatola dei sogni
6. Camaleon Dodò e i teppisti spaziali
7. Il mondo del futuro
8. Il fantasma del carnevale
9. Il generale Pazz
10. Il robot nuovo modello
11. Il canto della sirena
12. Nella pancia di Famonav
13. La visita di Teresa
14. Negozio del signore Tuttamè
15. La signorina Tuttomio
16. La notte di Natale

## 2007/2008
1. Il ragnetto
2. Il rumorino
3. La carta igienica
4. La corda
5. La coperta
6. Il fazzoletto
7. I denti
8. Il bagno schiuma
9. I calzini
10. Il bagnetto
11. La lucina di notte
12. Le scarpe da montagna
13. La colla
14. Il cappello
15. I buchi
16. Il viaggio
17. Nascondigli
18. La chiave
19. Le righe
20. Le macchie
21. La scopa
22. Sacchetti di carta
23. La sedia del re
24. Il fischietto
25. Segnali stradali
26. L’acqua
27. La casa
28. I soldi
29. La mucca
30. Il cerchio
31. Le vocali
32. La palla
33. La nuvoletta
34. Il telefono
35. Insieme
36. La golosità
37. Il pennello
38. Il topolino
39. La frutta
40. Il pesciolino
41. I bottoni
42. La mano
43. I salti
44. Le foglie
45. I numeri
46. I fiori
47. La stella
48. Lo scolapasta
49. Le ruote
50. Il foglio di carta
51. Le noci
52. Il regalo
53. Il supereroe
54. I palloncini
55. La voce
56. Il nuoto
57. Il piffero
58. La pentola
59. Il sonno
60. Il sole
61. La fotografia
62. La plastica
63. Gli scarabocchi
64. Gli indiani
65. La puzza
66. Partire